# Tsutomu Koyama
Tsutomu Koyama (em japonês:  小山 勉; 26 de julho de 1936 — 2 de julho de 2012) foi um jogador de voleibol do Japão.
Ele fez parte da equipe japonesa que conquistou a medalha de bronze no torneio olímpico nos Jogos Olímpicos de 1964, disputados em Tóquio. Mais tarde atuou como treinador da seleção japonesa masculina. Koyama morreu devido a um câncer esofágico em 2 de julho de 2012, aos 75 anos.